# Walter Vopava
Walter Vopava (* 10. Mai 1948 in Wien) ist ein österreichischer Maler.

## Leben
Vopava studierte an der Wiener Akademie der bildenden Künste bei Professor Maximilian Melcher. Seinen Zugang zur Malerei fand Vopava ursprünglich über Naturstudien, Landschaftsmalerei und Stillleben. Ab den späten 1980er Jahren gab er in seiner Arbeit jegliche figurativen Rudimente und Assoziationen auf und arbeitet seitdem ungegenständlich. Im Jahr 2011 wurde er mit dem österreichischen Kunstpreis ausgezeichnet. Er ist Mitglied der Künstlervereinigung MAERZ und der Vereinigung Bildender Künstler Österreichs (Wiener Secession). Walter Vopava lebt und arbeitet in Wien und Berlin.

## Werk

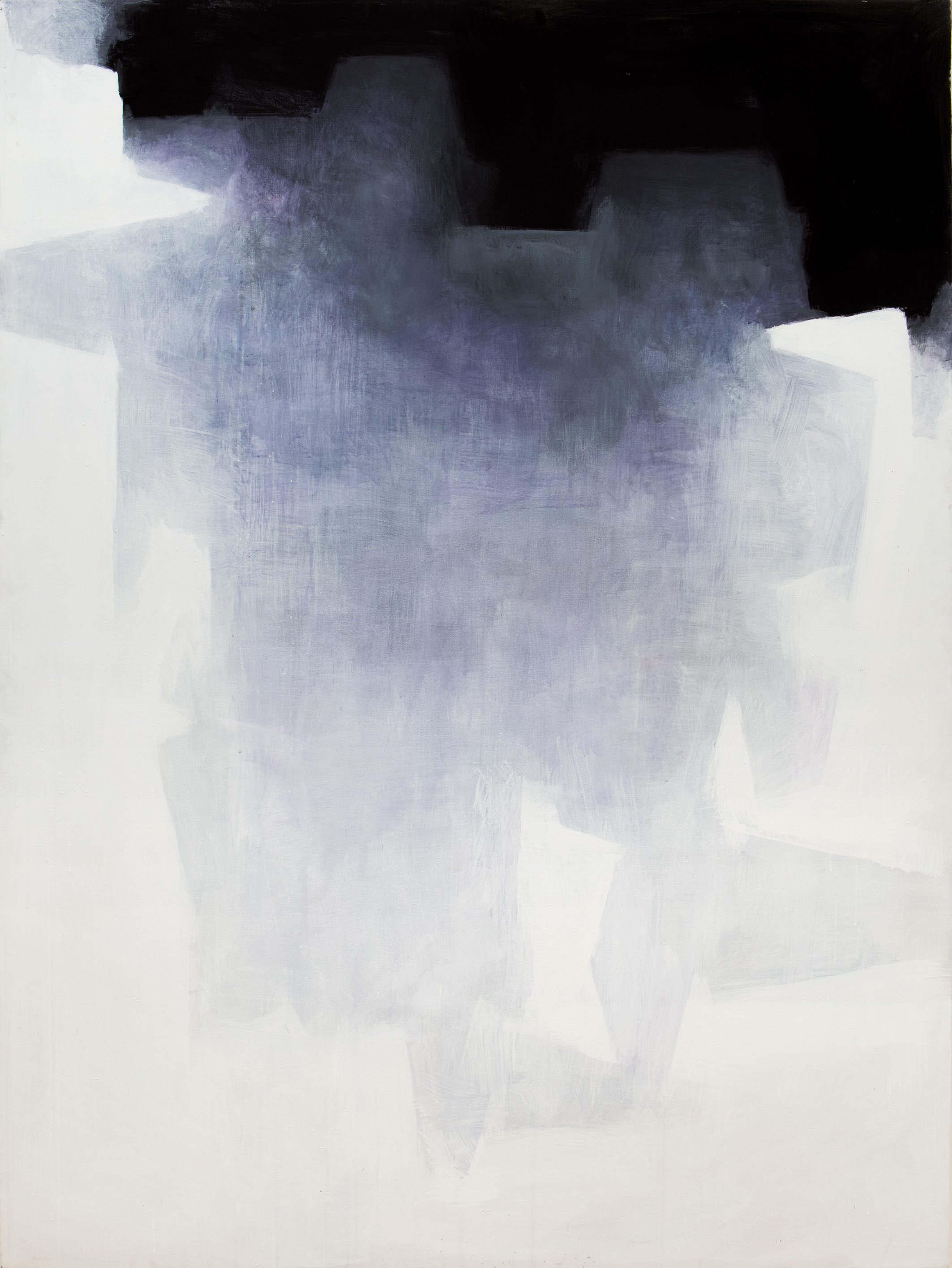
Walter Vopava, o.T., 2017

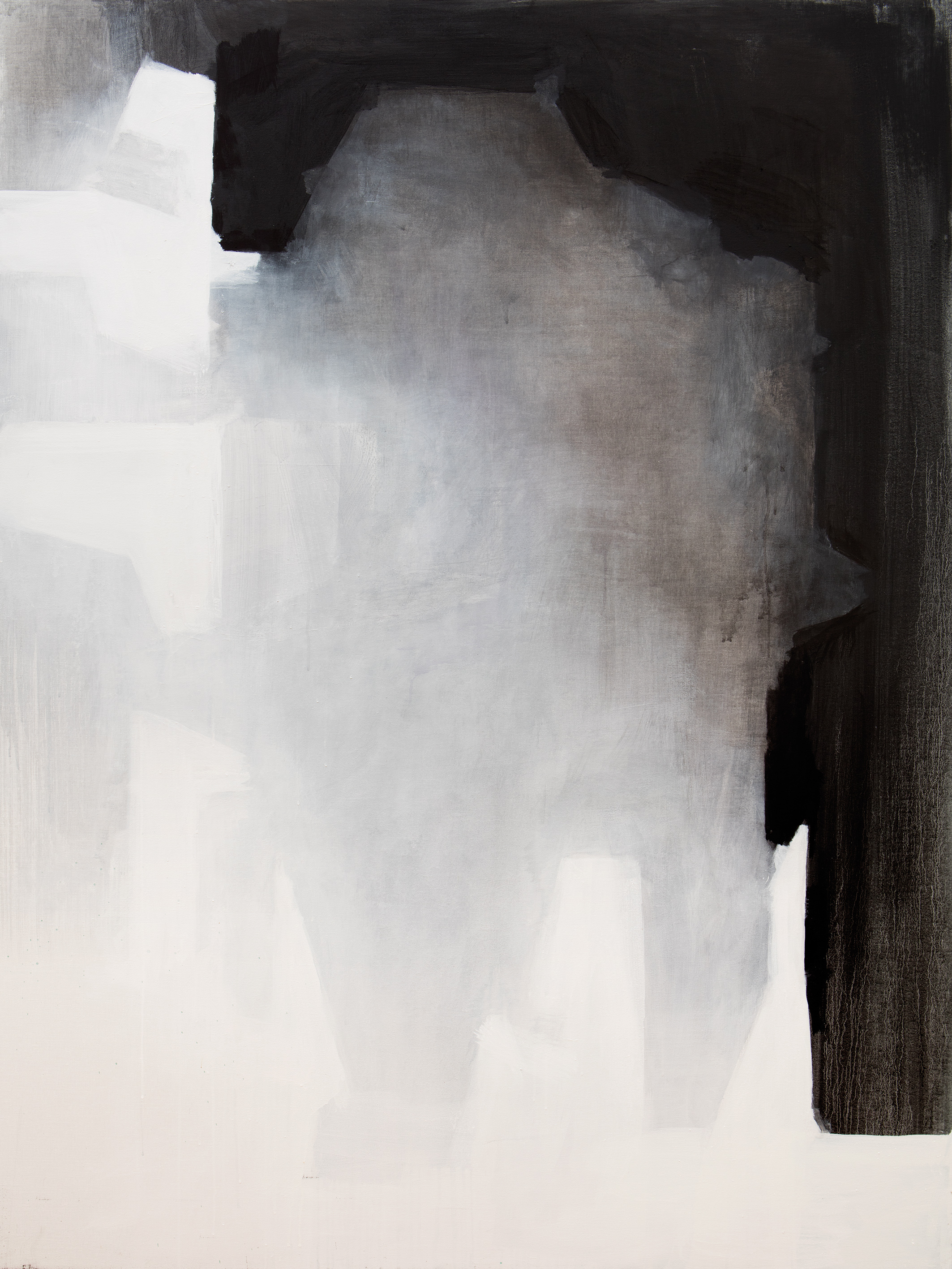
Walter Vopava, o.T., 2016

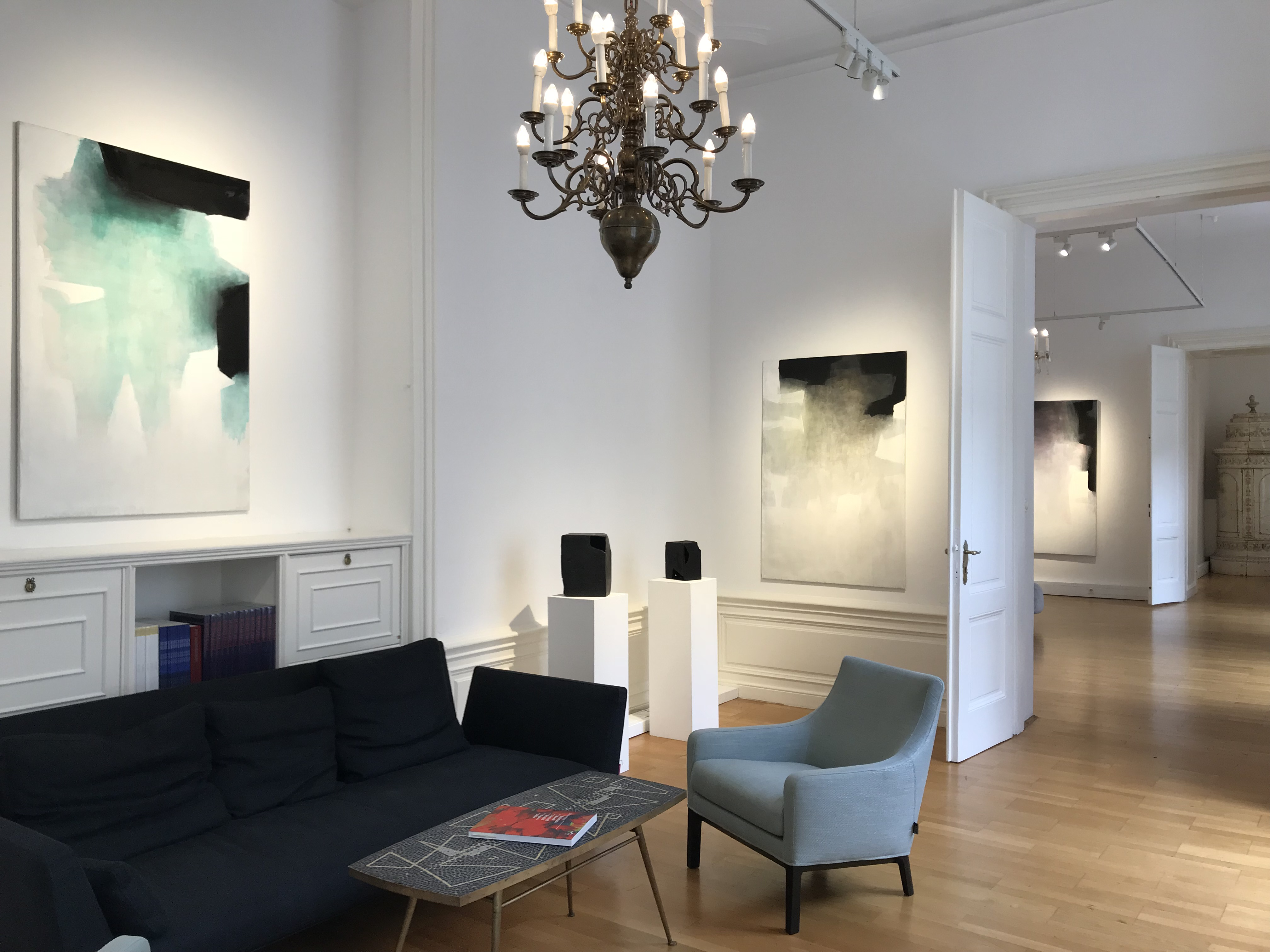
Ausstellung Walter Vopava 2018 in Wien

Die Malerei von Walter Vopava geht aus einer Auseinandersetzung mit der Begriffsebene des Optischen hervor. Sie erschließt sich somit unmittelbar aus ihrer Betrachtung, ihrem Erleben. Um einen Bildraum zu erforschen, der rein aus seiner Optik zu sprechen vermag, hat sich der Künstler in seinem Werk bereits früh vom Gegenstand gelöst, um so jegliche Assoziation zum Gegenständlichen zu vermeiden. Während ein Gegenstand zu einer verbalen Beschreibung oder Erklärung verleiten könnte, bietet der Verzicht dem Künstler die Möglichkeit zu einer „autonomen Artikulation“ im Bild zu finden. Eine solche Bildsprache der Malerei ließe sich nicht verbal durch Worte erfassen. Inhaltliche oder figurative Elemente könnten in diesem Zusammenhang einen Vorwand bieten zu verbalisieren, wovon der Künstler sich jedoch bereits Mitte der 1990er Jahre losgelöst hat. Seine Gemälde seien vielmehr ohne philosophisch-literarischen Überbau zu lesen und würden ein „aufmerksames, fast kontemplatives Betrachten“ erfordern.
Vopava zeigt sich in dem Sinne nicht darum bemüht zu erklären, was Kunst ist. Viel mehr bewegt er sich dorthin, wo Kunst passiert. Dies zeigt sich in seinem stetigen Bemühen nach einer schlüssigen Bild-Lösung. Sein Vorgehen kann als offener, nicht abschließbarer Annäherungsprozess verstanden werden an etwas, was sich nur darstellen und sehen, jedoch nicht „mit Worten“ erklären lässt. Er konzentriert sich auf die Gegebenheiten der Malerei. Den Entstehungsprozess der Bilder nimmt er aus dem Fokus. Seine Herangehensweise besteht darin, mit elementaren Mitteln auf den Punkt zu kommen, beispielsweise durch den Ansatz Gegenteil und Einheit in sich zu fassen. Hierzu kommen verschiedene Differenzierungsmittel zum Einsatz wie Helligkeit, Form und Farbe. Oft dominiert eine bestimmte Farbe, die auch wiederholt eingesetzt wird. Seit den 1990er-Jahren erscheinen in seinen Gemälden auch die ihn kennzeichnenden schwarzen Formen. Schwarz dient ihm als Dunkelheitswert und Basis, um eine Bildsituation aus dem Dunkel entstehen zu lassen. Max Hollein erkennt im Schwarz seiner Bilder die zentrale Farbnuance, welche die grundlegende Farbe der Struktur, des Fundamentes der Bildarchitektur bildet. Aus Differenzierung, Verbindung und Bewegung bildet sich ein in Schwebe gehaltenes Gefüge aus Formen, die sich überschneiden, staffeln und schichten.

## Auszeichnungen
- 1999 Preis der Stadt Wien für Bildende Kunst
- 2011 Österreichischer Kunstpreis für Bildende Kunst
- 2019 Ehrenzeichen für Verdienste um das Bundesland Niederösterreich[10]

## Ausstellungen (Auswahl)
Einzelausstellungen
- 1981 Galerie Maerz, Linz
- 1989 Galleria Torbandena, Triest, Italien
- 1993 Galerie Steinek, Wien
- 1994 Secession, Wien
- 1999 Museum Moderner Kunst, Stiftung Wörlen, Passau, Deutschland
- 2003 Black Dragon Society, Salzburg
- 2011 Kunsthalle Krems, Krems
- 2015 Bechter Kastovsky Galerie, Wien[11]
- 2018 W&K – Wienerroither & Kohlbacher, W&K Palais, Wien[12]
- 2019 Galerie für Zeitgenössische Kunst und Architektur – Haus der Kunst, České Budějovice, Tschechien
- 2021 Galerie Mezzanin, Wien

Gruppenausstellungen
- 1985 Austria Ferix, Galleria Torbandena, Triest, Italien
- 1986 Feszek Galerie, Budapest, Ungarn
- 1989, „Aus Grazer Sammlungen“, Grazer Kunstverein, Graz,
- 1990, „Kunst der 80er Jahre aus der Sammlung der Neuen Galerie“, Neue Galerie Graz, Graz
- 1991 „Sensualité, Sensibilité, Purisme. Aspects de l’Art austrichienne depuis 1980“, Convent des Cordeliers, Paris, Frankreich
- 2003 „30 Jahre Galerie Trakelhaus“. 1973–1982. Galerie Traklhaus, Salzburg
- 2004 „Neue Wilde. Eine Entwicklung“. Sammlung Essl, Klosterneuburg
- 2005 „Neue Abstrakte Malerei aus Österreich“, Shanghai Art Museum, Shanghai; National Art Museum of China, Bejing; Shaanxi Art Museum Xian, Xian; Guangdong Museum of Art, Guangzhou, Volksrepublik China.
- 2009 „Best of Lentos“. Lentos Kunstmuseum, Linz
- 2010 „Malerei: Prozess und Expansion. Von den 1950er Jahren bis heute“, Museum Moderner Kunst Stiftung Ludwig, Wien
- 2011 „Die 80er: Neue Malerei - Collected #1“, Bank Austria Kunstforum, Wien
- 2011 „Realität und Abstraktion I. Figurative und expressive Konzepte von 1980 bis heute“, Museum Liaunig, Neuhaus
- 2013 „Väter_Töchter“. Strabag Artlounge, Wien
- 2017 „Abstract Painting Now! – Gerhard Richter, Katharina Grosse, Sean Scully,...“
- 2017 „Staudacher und Vopava“. Galerie 422, Gmunden
- 2020 „STOA169“, Künstlersäulenhalle Stoa 169, Polling